# Степанов Віталій Пантелеймонович
Віта́лій Пантелеймо́нович Степа́нов (22 вересня 1948, Тальне — 1 квітня 2021, Київ) — український правознавець, дипломат. Заслужений юрист України (1998).

## Життєпис
Народився 22 вересня 1948 року в місті Тальне, Черкаської області. У 1970 році закінчив юридичний факультет Київського державного університету ім. Т. Г. Шевченка. У 1973 році закінчив аспірантуру Інституту держави і права АН України за спеціальністю міжнародне право.
З 1973 року молодший науковий співробітник Інституту держави і права АН України.
У 1974—1977 рр. — працював третім, а згодом другим секретарем Міністерства закордонних справ УРСР.
У 1977—1981 рр. — другий секретар Постійного представництва України при ООН.
У 1981—1988 рр. — перший секретар, радник Міністерства закордонних справ УРСР. Був членом делегації Української РСР на XXXVII сесію Генеральної Асамблеї Організації Об'єднаних Націй. Був представником України на Міжнародній конференції з питань відповідальності та відшкодування збитків у зв'язку з перевезенням певних речовин морем. 30 квітня по 25 травня 1984 року, Лондон..
У 1988—1990 рр. — начальник управління Міністерства закордонних справ УРСР.
У 1990—1992 рр. — завідувач сектору з прав людини Секретаріату Верховної Ради України.
У 1992—1996 рр. — заступник керівника апарату Ради національної безпеки та оборони України.
У 1996—2000 рр. — керівник апарату Ради національної безпеки і оборони України.
У 2000 році — працював помічником першого заступника Секретаря Ради національної безпеки і оборони України.
У 2000—2003 рр. — керівник секретаріату Державної комісії з питань оборонно-промислового комплексу України.
У 2003—2008 рр. — керівник апарату, секретар Національного центру з питань євроатлантичної інтеграції України при Президенті України.